# Ted Sprague
Theodore Sprague es uno de los personajes secundarios de la serie de ciencia ficción Héroes, creada por Tim Kring, cuyas principales características son la temática original de la relación entre varias personas con habilidades especiales que se unen para proteger al mundo. La serie va por su quinta temporada.

## Perfil
Theodore Sprague es un personaje ficticio de la serie Héroes, Matthew John Armstrong es el encargado de darle vida a Ted en la primera temporada. 

### Génesis
Ted es secuestrado una noche por Bennet y  El Haitiano, al despertar descubre que emite radioactividad, por lo que su esposa muere envenenada. Ted es capturado por la policía, creyendo que tenía algún material radioactivo, sin embargo conoce a Parkman, con quien entabla amistad, debido a su secuestro por Bennet, ambos llegan a la conclusión de que encontrando al haitiano, encontrarán las respuestas, pero Ted es llevado como terrorista alas instalaciones del FBI, de las cuales escapa utilizando su poder.
Ted se esconde en el Desierto de Nevada (para aumentar el control sobre su poder sin dañar a nadie), donde es contactado por Hana Gitelman, quien le informa sobre La Compañía. Con el fin de destruir a La Compañía, ambos contactan a Parkman y deciden buscar respuestas ante Bennet.
Ambos van a casa de los Bennet, donde retienen a Claire Bennet, su hermano y su madre. Con el fin de obtener respuestas de Noah, quien luego de que su hija es disparada, accede a ir a Primatech Paper junto con Parkman. Ted descubre que Claire no murió y ata a Claire y su madre.
Llegan en ese momento Parkman, Bennet, El Haitiano y Thompson, rescatan a la madre, Sandra Bennet, pero Ted inicia una reacción, detenida por Claire, Ted es llevado a las instalaciones de Primatech Paper. Donde escapa gracias a la intervenciónde Parkman y de Bennet, los tres se unen para destruir el radar Walker de La Compañía, para así salvar sus vidas.
Esto los lleva a New York, donde se encuentran con Peter Petrelli y con Claire, en este encuentro Peter absorbe el poder de Ted. Sylar, quien está detrás de Ted, llama a la agente Hanson, quien captura a Ted, este es llevado en un camión de la policía, el mismo es detenido por Sylar, con sus poderes telequinéticos. 
Sylar vuelca el camión, Ted cree que está herido, Sylar le promete ayuda de su parte, sin embargo le abre el cráneo y toma su habilidad.
- Datos: Q3847161